# Trois-Fontaines-l’Abbaye
Trois-Fontaines-l’Abbaye – miejscowość i gmina we Francji, w regionie Grand Est, w departamencie Marna.
Według danych na rok 1990 gminę zamieszkiwało 209 osób, a gęstość zaludnienia wynosiła 5 osób/km².